# Ahamada Haoulata
Ahamada Hadidja Haoulata Ali Moudhir (* 6. Mai 1975) ist eine ehemalige komorische Leichtathletin, die sich auf den Sprint spezialisiert hatte.

## Biografie
Ahamada Haoulata trat bei den Olympischen Spielen 1996 in Atlanta im Wettkampf über 400 Meter an, schied jedoch im Vorlauf aus.